# کوزاد (نبراسکا)
کوزاد(به انگلیسی: Cozad) شهری در ایالت نبراسکا کشور ایالات متحده آمریکا است که جمعیت آن در سرشماری سال ۲۰۱۰ میلادی، ۳٬۹۷۷ نفر بوده‌است.